# Metano monooxigenasa
La metano monooxigenasa también conocida como MMO, o metano hidroxilasa, es una enzimaperteneciente a la familia de las oxidorreductasas. Una característica de esta enzima es su baja especificidad, ya que actúa hidroxilando muchos alcanos, además de que es capaz de convertir alquenos a sus respectivos epóxidos.
Por ejemplo: el CO es oxidado por esta enzima a CO
2, el amoníaco es oxidado a una hidroxilamina, además de que es capaz de hidroxilar algunos compuestos aromáticos y alcanos cíclicos, aunque más lentamente. Hasta el momento existen dos formas de la MMO que se encuentran bien estudiadas la forma soluble (sMMO) y la forma particulada (pMMO). Esta enzima la podemos encontrar en metanotrofos y su primera forma estudiada fue la soluble (sMMO).
Reacción general de las sMMO:
CH
4 + NADH + H+
 + O
2 -> CH
3OH + NAD+
 + H
2O
Oxidación selectiva del metano (CH
4) hacia metanol (CH
3OH).
Reacción general de las pMMO:
CH
4 + C
6H
6O
2 + O
2 -> CH
3OH + C
6H
4O
2 + H
2O

## Estructura
Las sMMO tienen un centro binuclear de hierro puenteado por enlaces µ-oxo y carboxilatos donde se lleva a cabo la  reducción de oxígeno y la hidroxilación de metano. Una proteína con sulfuro de hierro y una flavoproteína transportan los electrones del NADH a través de los cofactores FAD al sitio activo de la hidroxilación. Cabe mencionar que además de las sMMO que contienen un centro dihierro puenteado por un átomo de oxígeno, también se encuentran las pMMO que en su sitio activo utilizan cobre. Aunque algunos proponen que las pMMO también utilizan  hierro. Se han determinado las estructuras de ambas proteínas por cristalografía de rayos X. La mejor caracterizada es la hidroxilasa (MMOH) que forma parte de las sMMO. Al estudiarla por cristalografía de rayos X podemos observar dos diferentes estados la MMOHox y la MMOHred, en el caso de la primera cada uno de los centros de hierro se encuentra hexacoordinado, puenteados por un ion hidróxido, un ligando bidentado Glu γ-carboxilato de etilo, y una molécula de agua. En el caso de la MMOred los centros hierro cambian de estado de coordinación a 5  y esta es la forma en que se activa el clúster dioxígeno.

### Importancia biológica
La reacción que llevan a cabo las MMOs es el primer paso en la vía metabólica de las bacterias metanotróficas que consumen metano como su única fuente de carbono y energía.

### Subunidad pMMO
La subunidad pmoA (27 kDa) de la pMMO es el marcador genético más comúnmente utilizado para la detección de metanotrofos, ya que esta forma de metano monooxigenasa  está presente en casi todos los metanotrofos.
Hasta hace relativamente poco tiempo se creía que los metanotrofos eran capaces de oxidar el metano solo concentraciones mayores a las que se encuentran ne la atmósfera, sin embargo se ha encontrado recientemente un segundo operón en algunos metanotrofos tipo II que les permite oxidar el metano a concentraciones iguales o menores a las que se encuentran en la atmósfera. Esto se debe a que codifican una isoenzima tipo pMMO diferente.

## Acción catalítica
Las sMMO gracias a su acción catalítica, pueden ser usadas para la síntesis de epóxidos por lo tanto esto también los hace ser excelentes candidatos como catalizadores en biotransformación y bioprocesos de bioremediación.

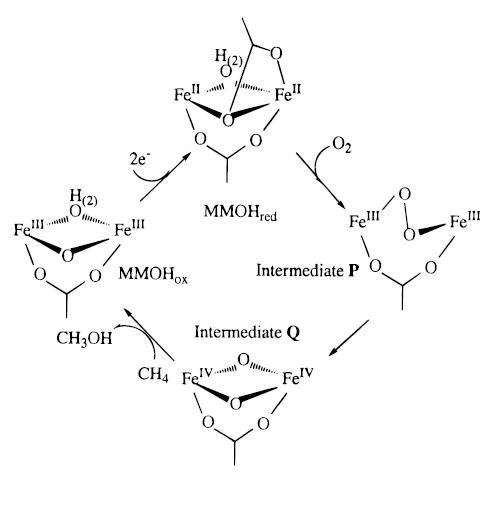
Ciclo Catalítico del MMOH

### Ciclo catalítico de las MMO
Primeramente tenemos que establecer que inicia a partir del MMOHred, el cual reacciona de forma rápida con el oxígeno molecular, dando lugar a un compuesto meta estable, después esta molécula automáticamente se convierte en otro intermediario que recibe el nombre de P, de la misma forma esta pasa a otro compuesto intermediario que recibe el nombre de Q, este es más conocido porque se sabe que los centros de Hierro son de alto spin y anti ferromagnéticos; además es considerado como una pieza clave durante la oxidación de especies químicas. Al entrar en contacto con la molécula a ser reducida,  el intermediario Q puede seguir dos vías de reacción: una con radical y otra sin radical, sin embargo estudios experimentales muestran que aún es incierto como ocurre la reacción en cualquiera de las dos vías y aun así se cree que el mecanismo podría ser totalmente diferente a lo que conocemos.